# دن کیشوت (نقاشی)
دن کیشوت (اسپانیایی: Don Quixote‎) یک نقاشی از پابلو پیکاسو است. این اثر متعلق به سال ۱۹۵۵ میلادی است.